# Tour Poitou-Charentes en Nueva Aquitania
El Tour Poitou-Charentes en Nueva Aquitania (oficialmente: Tour Poitou-Charentes en Nouvelle-Aquitaine) es una carrera ciclista por etapas francesa en la antigua región de Poitou-Charentes (hoy parte de Nueva Aquitania), que se disputa en el mes de agosto.
Creada en 1987 está abierta a profesionales desde 1991. Desde la creación de los Circuitos Continentales UCI en 2005 forma parte del UCI Europe Tour, dentro de la categoría 2.1.
Tradicionalmente es de cinco etapas, si bien en algunas ediciones se ha disputado en cuatro días siendo una de ellas con doble sector.
Su palmarés cuenta con ciclistas de renombre como el alemán Jens Voigt, el danés Kim Andersen, el estadounidense Floyd Landis o los franceses Christophe Moreau, Thierry Marie, Sylvain Chavanel y Thomas Voeckler.

## Palmarés
| Año                     | Ganador            | Segundo               | Tercero                 |
| ----------------------- | ------------------ | --------------------- | ----------------------- |
| ediciones amateur       |                    |                       |                         |
| 1987                    | Jean-Louis Conan   | Marc Poncel           | Nicolas Dubois          |
| 1988                    | Pascal Peyramaure  | André Urbanek         | Jacques Decrion         |
| 1989                    | Pável Tonkov       | Thierry Lezin         | Romes Gainetdinov       |
| 1990                    | Yuri Manuylov      | Vadim Chabalkine      | Arvi Tammesalu          |
| ediciones profesionales |                    |                       |                         |
| 1991                    | Kim Andersen       | Christophe Manin      | Artūras Kasputis        |
| 1992                    | Pascal Lance       | Laurent Bezault       | Eddy Seigneur           |
| 1993                    | Thierry Marie      | François Simon        | Francis Moreau          |
| 1994                    | Philippe Gaumont   | Hervé Boussard        | Frédéric Laubier        |
| 1995                    | Nicolas Aubier     | Arnaud Prétot         | Laurent Roux            |
| 1996                    | Eddy Seigneur      | Jacky Durand          | Emmanuel Magnien        |
| 1997                    | Joaquim Andrade    | Stéphane Barthe       | Uwe Peschel             |
| 1998                    | Lauri Aus          | David Millar          | Marc Streel             |
| 1999                    | Christophe Moreau  | Jean-Cyril Robin      | Lauri Aus               |
| 2000                    | Floyd Landis       | Peter Wrolich         | Marcel Gono             |
| 2001                    | Jens Voigt         | Ivailo Gabrovski      | Lauri Aus               |
| 2002                    | Guido Trentin      | Sylvain Chavanel      | Nicolas Jalabert        |
| 2003                    | Jens Voigt         | Sylvain Chavanel      | Jørgen Bo Petersen      |
| 2004                    | Stéphane Barthe    | Ronald Mutsaars       | Jimmy Engoulvent        |
| 2005                    | Sylvain Chavanel   | Christophe Moreau     | Linas Balčiūnas         |
| 2006                    | Sylvain Chavanel   | Rick Flens            | Jussi Veikkanen         |
| 2007                    | Thomas Voeckler    | Émilien-Benoît Bergès | Lars Boom               |
| 2008                    | Benoît Vaugrenard  | Kevyn Ista            | Florian Morizot         |
| 2009                    | Gustav Larsson     | Brett Lancaster       | David Le Lay            |
| 2010                    | Jimmy Engoulvent   | Dominique Rollin      | Martin Elmiger          |
| 2011                    | Jesse Sergent      | Alex Dowsett          | Michał Kwiatkowski      |
| 2012                    | Luke Durbridge     | Jérémy Roy            | László Bodrogi          |
| 2013                    | Thomas Voeckler    | Jesús Herrada         | Mijaíl Ignátiev         |
| 2014                    | Sylvain Chavanel   | Svein Tuft            | Cyril Lemoine           |
| 2015                    | Tony Martin        | Adriano Malori        | Jonathan Castroviejo    |
| 2016                    | Sylvain Chavanel   | Wilco Kelderman       | Nélson Filippe Oliveira |
| 2017                    | Mads Pedersen      | Jonathan Castroviejo  | Jean-Pierre Drucker     |
| 2018                    | Arnaud Démare      | Sylvain Chavanel      | Yoann Paillot           |
| 2019                    | Christophe Laporte | Tony Gallopin         | Niki Terpstra           |
| 2020                    | Arnaud Démare      | Josef Černý           | Joey Rosskopf           |
| 2021                    | Connor Swift       | Bruno Armirail        | Morten Hulgaard         |
| 2022                    | Stefan Küng        | Kévin Vauquelin       | Pierre Latour           |
| 2023                    | Søren Wærenskjold  | Bruno Armirail        | Mirco Maestri           |
| 2024                    | Søren Wærenskjold  | Fredrik Dversnes      | Samuel Leroux           |
| 2025                    |                    |                       |                         |

## Palmarés por países
| País            | Victorias |
| --------------- | --------- |
| Francia         | 20        |
| Alemania        | 3         |
| Unión Soviética | 2         |
| Dinamarca       | 2         |
| Noruega         | 2         |
| Portugal        | 1         |
| Estonia         | 1         |
| Estados Unidos  | 1         |
| Italia          | 1         |
| Suecia          | 1         |
| Nueva Zelanda   | 1         |
| Australia       | 1         |
| Reino Unido     | 1         |
| Suiza           | 1         |